# Piero D'Inzeo
Piero D'Inzeo (Roma, 4 de março de 1923 - Roma, 13 de fevereiro de 2014) foi um ginete e major italiano, especialista em saltos, campeão olímpico e mundial. 

## Carreira
Piero D'Inzeo representou seu país nos Jogos Olímpicos de 1948, 1952, 1956, 1960, 1964, 1968, 1972 e 1976, na qual conquistou a medalha de prata duas vezes, e quatro bronzes em oito presenças olímpicas.